# Kuchibiru Kara Romantica / That's Right
Singles de AAA
Get Chu! / SHE no Jijitsu
(2007) Natsumono
(2007)
Kuchibiru Kara Romantica / That's Right est le 14esingle du groupe AAA sorti sous le label Avex Trax le 16 mai 2007 au Japon. Il atteint la 6e place du classement de l'Oricon. Il se vend à 21 424 exemplaires la première semaine et reste classé 7 semaines, pour un total de 32 271 exemplaires vendus.
Kuchibiru Kara Romantica a été utilisé comme thème musical pour le drama Delicious Gakuin. C'est le dernier single avant le départ de la chanteuse Yukari Goto. Kuchibiru Kara Romantica et That's Right sont présentes sur la compilation Attack All Around, sur l'album remix AAA Remix ~non-stop all singles~, ainsi que sur l'album Around.

## Liste des titres
| 1. | Kuchibiru Kara Romantica (唇からロマンチカ)                | Inoue Mao    | BULGE         | 3:44 |
| 2. | That's Right                                               | Gorô Matsui  | Takumi Ishida | 3:44 |
| 3. | Let it beat! (Aurum vs. Ovrar mix)                         | Tanabe Chisa | Watanabe Miki | 4:09 |
| 4. | Kuchibiru Kara Romantica (instrumental) (唇からロマンチカ) | Inoue Mao    | BULGE         | 3:44 |
| 5. | That's Right (instrumental)                                | Gorô Matsui  | Takumi Ishida | 3:41 |

| 1. | Kuchibiru Kara Romantica (唇からロマンチカ) |  |

| 1. | That's Right |  |